# Palazzo Spini Feroni

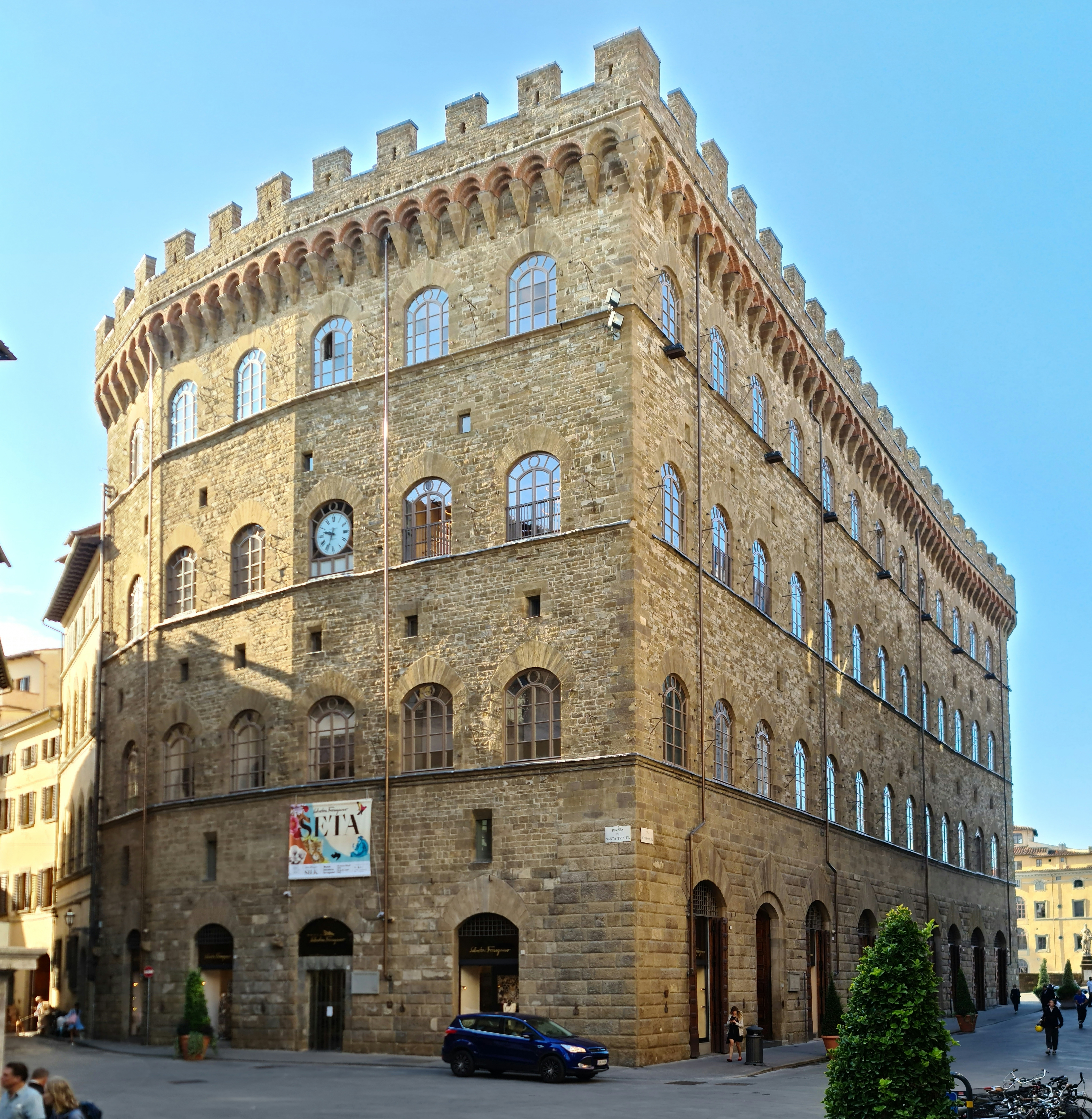
Vista do Palazzo Spini Feroni

O Palazzo Spini Feroni  é um palácio de Florença situado no início da Via Tornabuoni, esquina com a Piazza Santa Trinita, frente à Ponte Santa Trinita.

## História

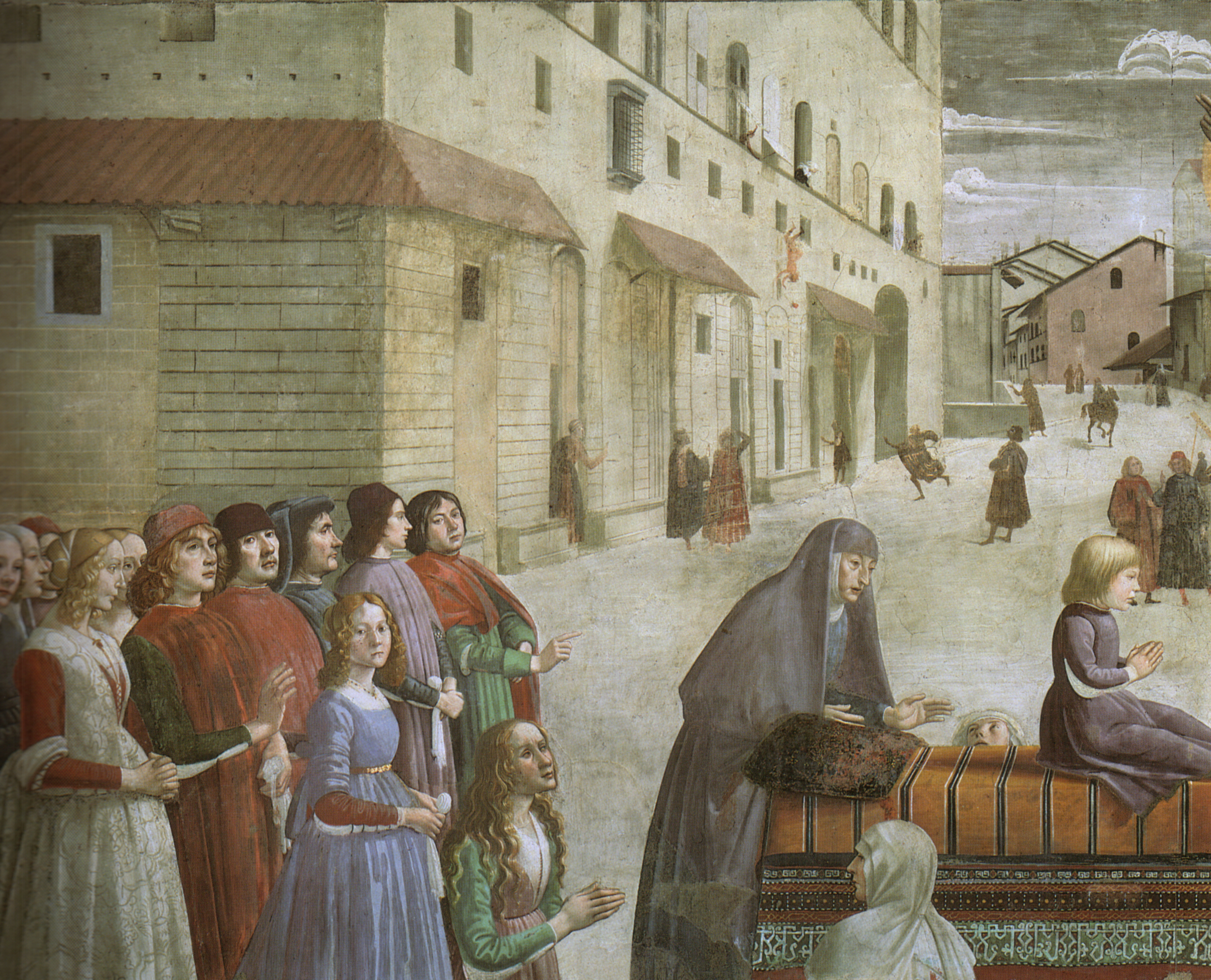
"O milagre do menino ressuscitado", Capella Sassetti: o Palazzo Spini Feroni representado na obra de Domenico Ghirlandaio

O palácio foi construído, a partir de 1289, pelo riquíssimo mercador e político Geri Spini, sobre terrenos e prédios adquiridos por ele aos monges da Santa Trinita depois da inundação de 1288.
Na época era o maior palácio privado de Florença, o único a poder competir com o Palazzo Vecchio, construído naqueles mesmos anos. Entre os arquitectos que poderão ter participado na sua realização, fala-se de Arnolfo di Cambio ou de Lapo Tedesco, pai de Arnolfo, do qual se tem, porém, pouquíssimas notícias devido em grande parte a Vasari; com outras obras arnolfianas tem em comum o sentido do volume, admirável em toda a sua maturidade e majestade, tanto visto da piazza como da ponte.
Para se fazer uma ideia do seu aspecto original, pode-se confrontá-lo com as representações que Domenico Ghirlandaio fez dele na Cappella Sassetti, na vizinha Chiesa di Santa Trinita.
No final do século XIV, o palácio foi dividido em duas propriedades, pertencentes a dois ramos da família Spini: uma virada ao Arno, habitada pelos Spini até ao século XIX, e outra virada à piazza, da qual a família teve que ceder a posse devido a dificuldades financeiras sentidas em meados do século XVII. Esta última representa, actualmente, a parte mais remodelada, sobretudo na estrutura interna, onde no final do século XVII foi refeita a escadaria e embelezados alguns ambientes.

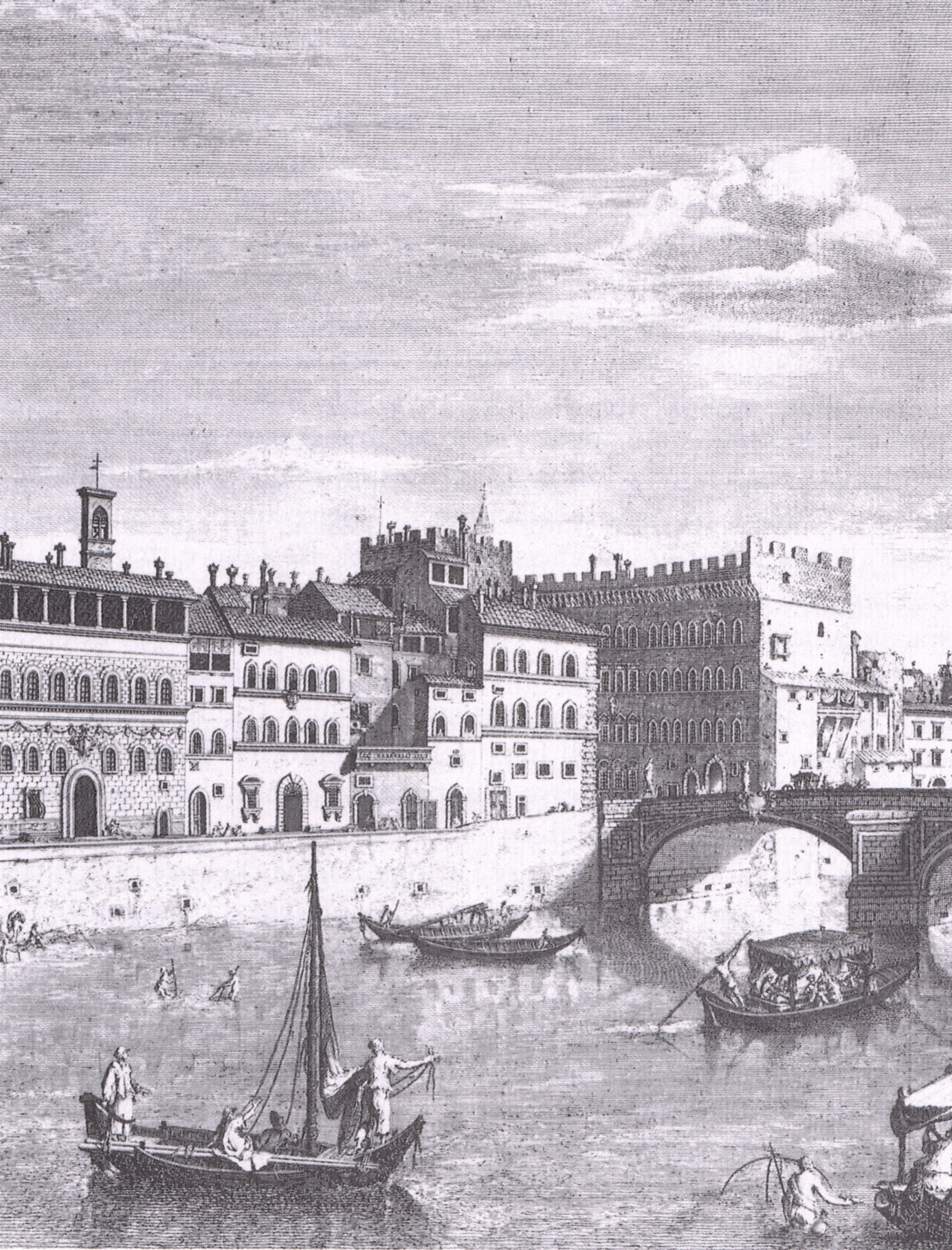
Vista do Lungarno. com a Ponte di Santa Trinita e o Palazzo Spini Feroni (Giuseppe Zocchi, 1744)

O palácio foi ampliado e reorganizado nos séculos seguintes, enquanto passava aos Guasconi, aos Da Bagnano e aos Feroni. O Marquês Francesco Antonio Feroni tornou-se proprietário da parte do palácio voltada à Santa Trinita em 1674, um nobre de criação recentíssima, pois era de origens humildes, que teve uma vida de trabalho em Amesterdão, onde se tornou um rico banqueiro e onde, desta forma, pôde acolher com grande fausto o Grão-duque Cosme IIII de Médici, obtendo o título de nobreza e um lugar como senador em Florença. Naquele período, o palácio foi redecorado com uma série de estuques de Giovan Battista Foggini e Lorenzo Merlini (que compreenderam, também, a trasladação duma famosa capela afrescada por Bernardino Poccetti, com as pinturas retiradas numa maneira afortunada).

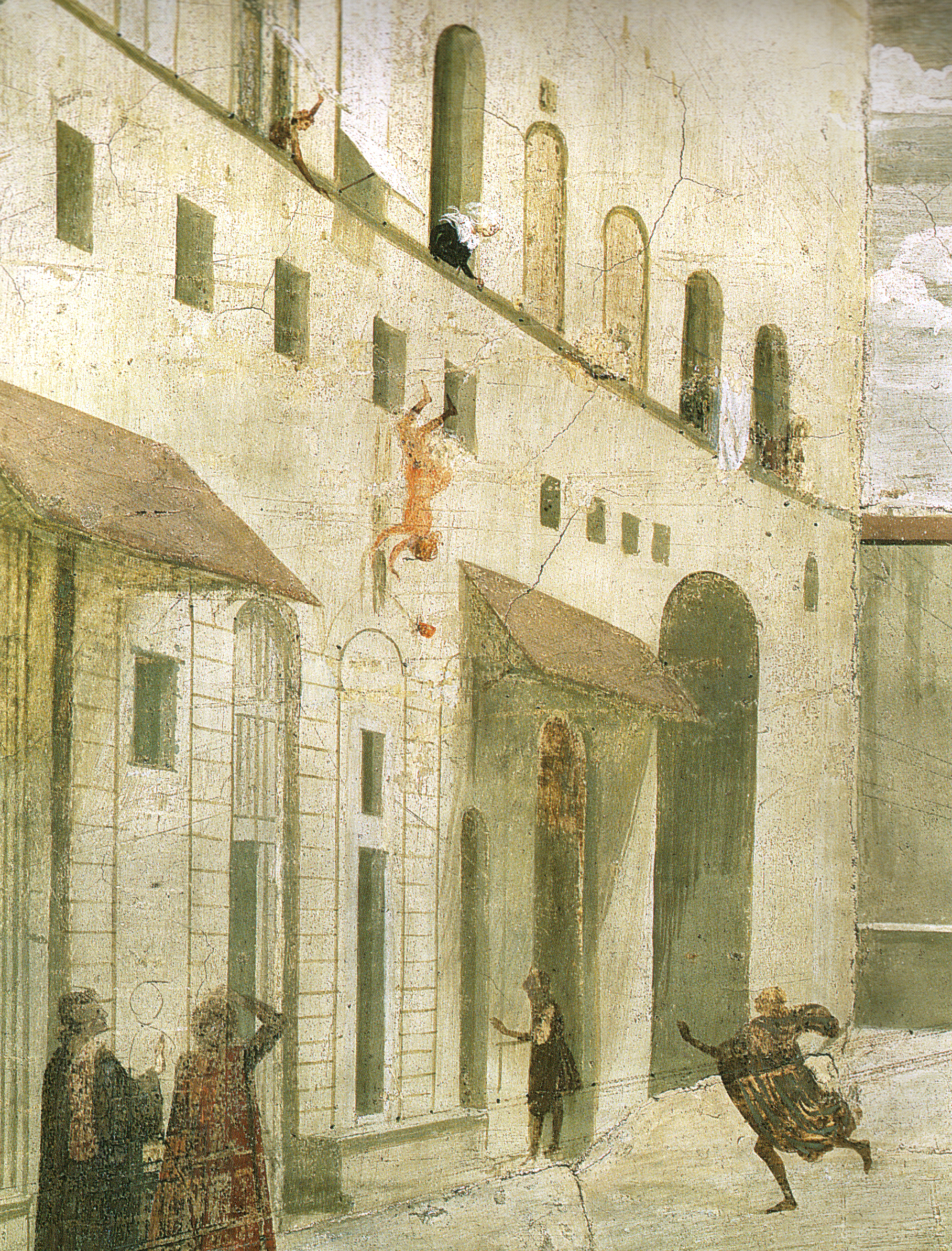
Detalhe de "O milagre do menino ressuscitado": o Palazzo Spini Feroni na obra de Domenico Ghirlandaio.

Em 1832 passou aos Hombert, que ali abriram uma albergaria, o Hotel de l'Europe. A comuna adquiriu-o, reunificando as duas partes originárias em 1846 e, em seguida, utilizou-o como sede durante os anos em que Florença foi capital do Reino de Itália (1865-1871), quando o Palazzo Vecchio estava requisitado pelo Governo Italiano para a instalação da sua sede. Por um certo período, esteve aqui alojada, também, a sede do Gabinetto Viesseux (agora no Palazzo Strozzi), uma biblioteca e um centro cultural. A renovação em estilo neogótico teve origem nestes mesmos anos.
Neste período, sofreu, então, os restauros que lhe conferiram o seu aspecto actual, com a reedificação da fachada no Lungarno (artéria ao longo do Rio Arno, onde foram inseridos alguns brasões, colocados anteriormente no Torrione dei Pizzicotti. Entre estes brasões reconhecem-se o dos Spini, o da cidade de Florença, o de Carlos de Valois e o dos Caetani, em honra do Papa Bonifácio VIII, grande aliado de Geri Spini.

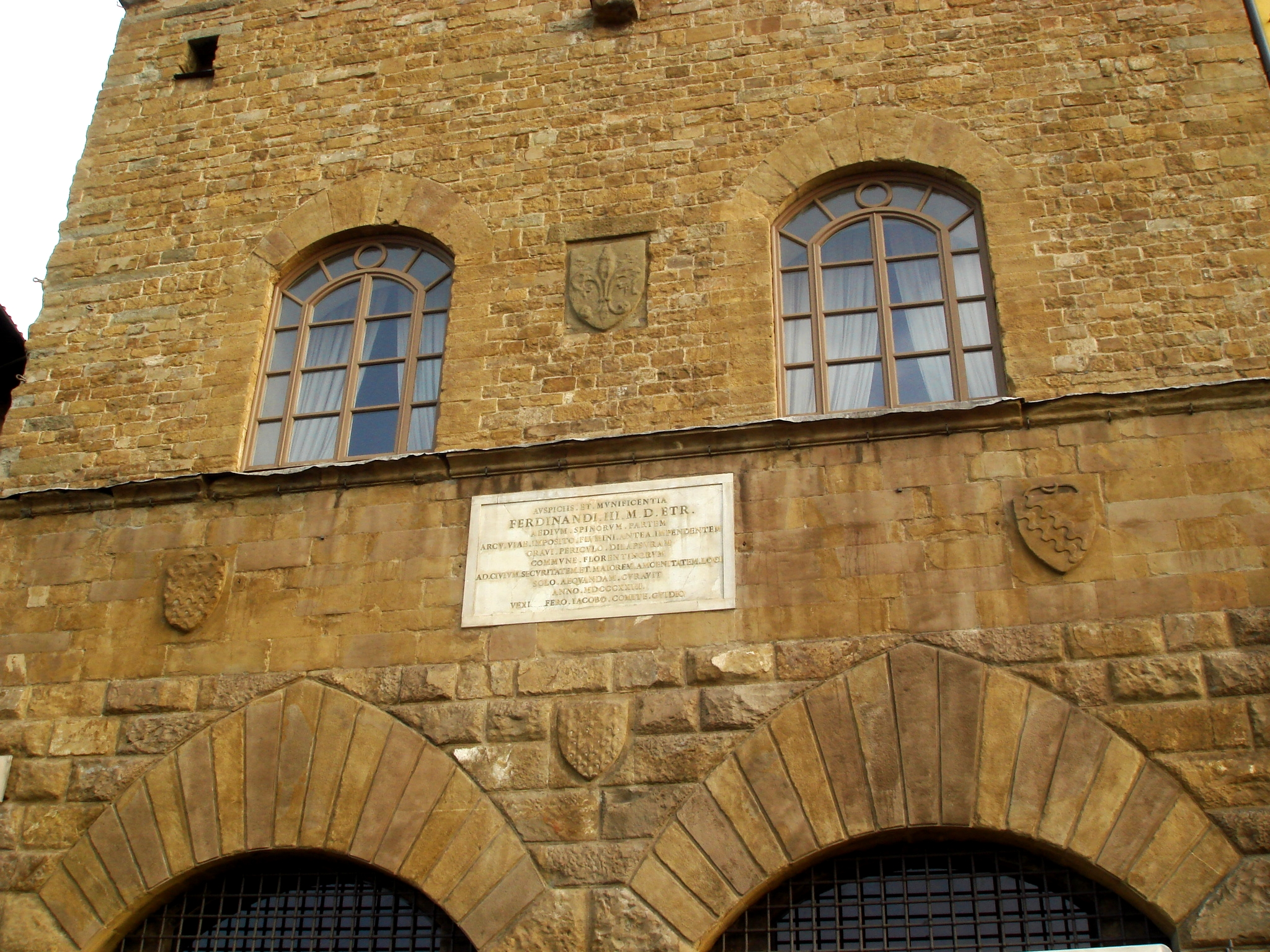
Detalhe do Palazzo Spini Feroni

Na década de 1920, o palácio foi adquirido por Salvatore Ferragamo, como casa mãe e principal boutique para a sua actividade de estilista de calçado e artigos em pele, que o tornou célebre em todo o mundo. Desde 1995, encontra-se ali aberto ao público o Museu Salvatore Ferragamo.

## Arquitectura

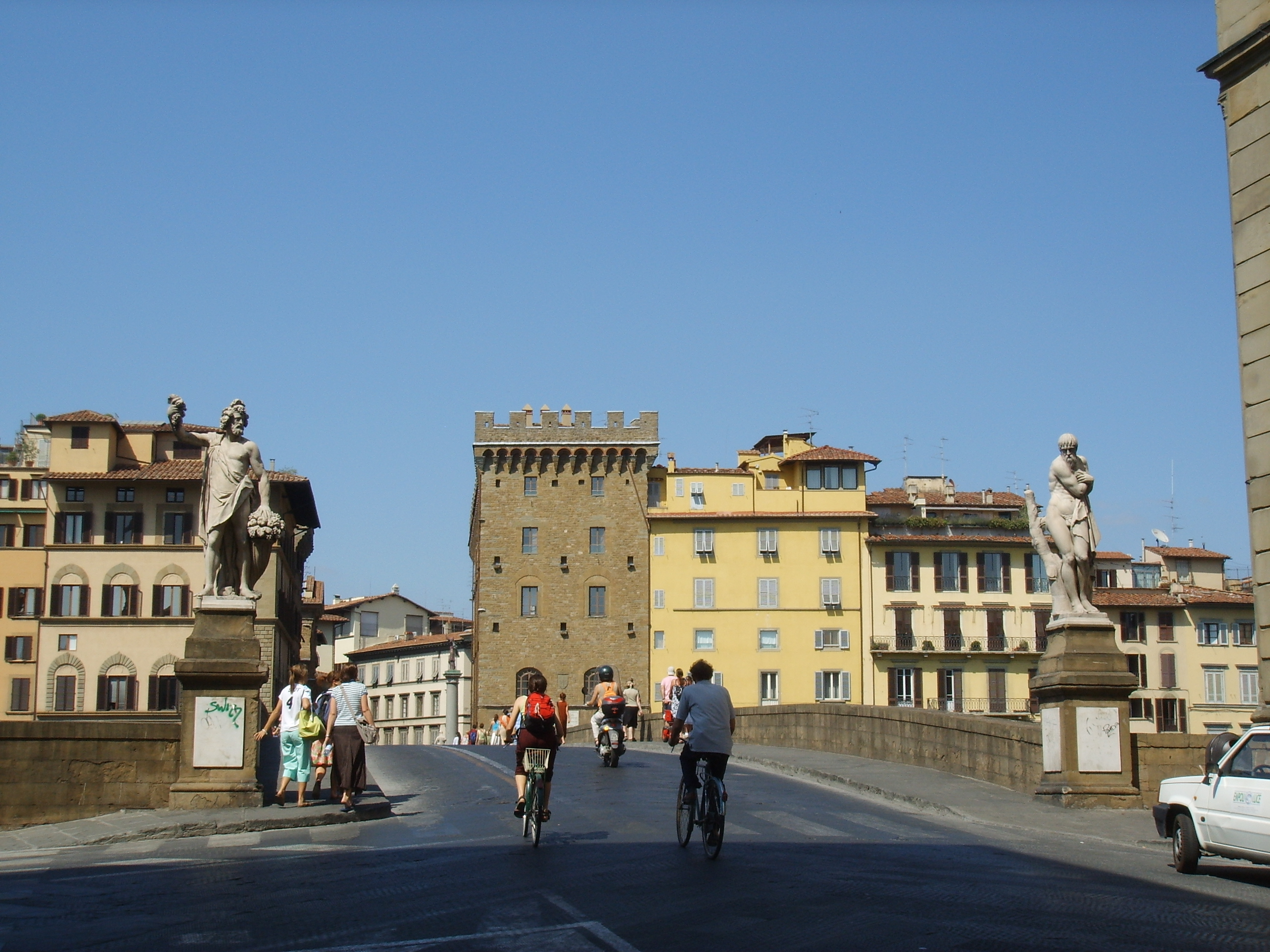
O Palazzo Spini Feroni visto através da Ponte Santa Trinita

Actualmente, o Palazzo Spini Feroni permanece como um dos melhores exemplos da arquitectura medieval da Idade Média em Florença, apesar do seu aspecto arcaico seja, em parte, fruto dos restauros de 1874, quando foi eliminada a fenestração barroca. Ao contrário dos palácios renascentistas, ainda conserva o aspecto sólido de forte defensivo, típico de quando as grandes famílias se tinham de proteger, acima de tudo, dos próprios concidadãos. O revestimento com pedra à vista e a coroação com ameias guelfas denotam, de facto,  o aspecto de fortaleza que antigamente guardava a Ponte Santa Trinita.

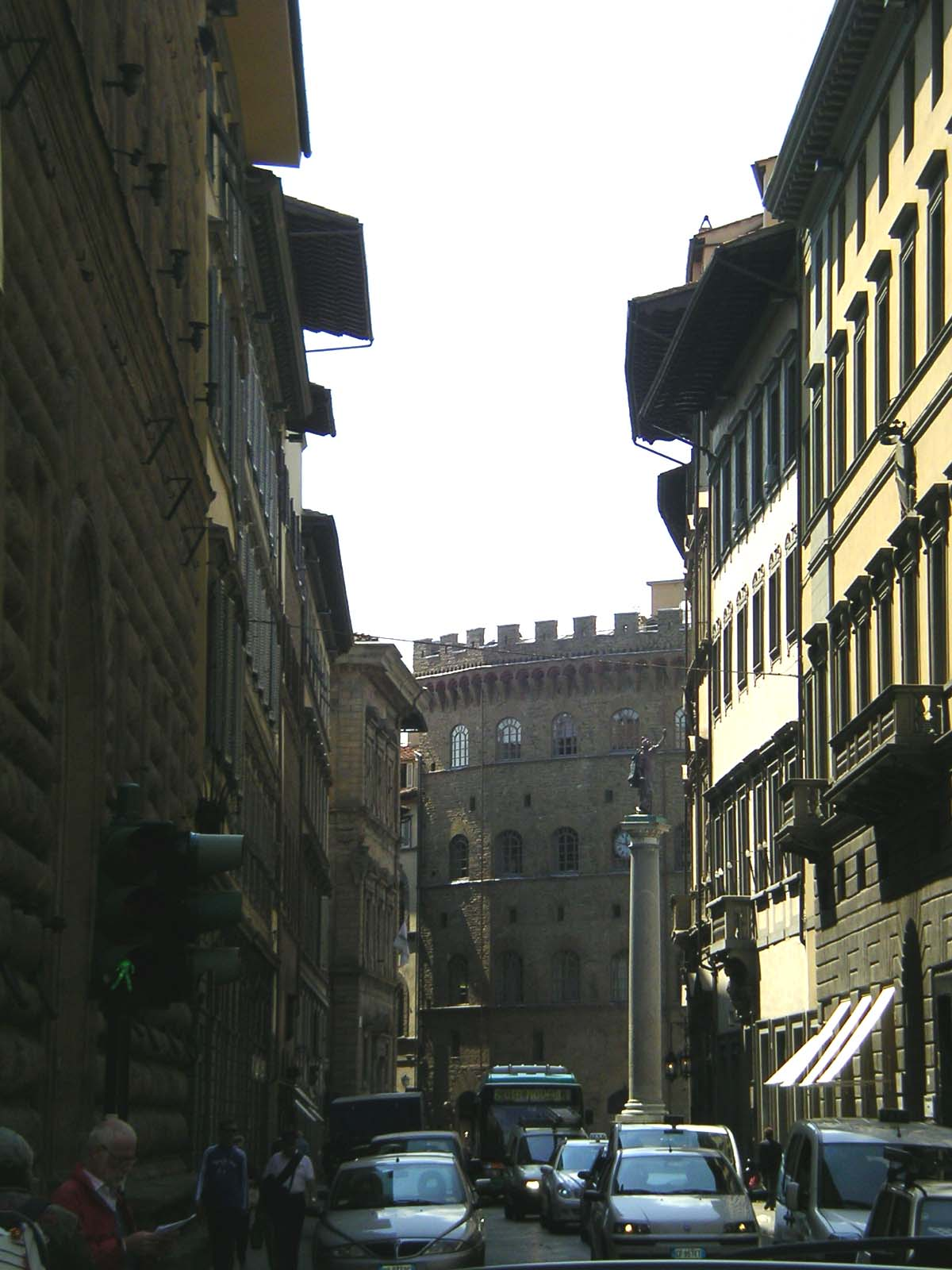
O Palazzo Spini Feroni visto da Via Tornabuoni

No andar térreo ainda está presente uma loggia (onde actualmente estão encaixadas as vetrines), cujo nascimento foi regularizado no século XIX, e uma base em pedra que corre em volta do palácio e que serve de banco: a chamada panca di via (banco de rua) foi uma das primeiras de Florença, dando ao palácio, além duma função prática, uma base que se assemelhava a uma estereóbata clássica; este banco, eliminado no século XIX, foi restabelecido somente no século seguinte.
Externamente apresenta uma alvenaria em pietraforte, não coberta por reboco, intervalada por janelas centradas (fruto da renovação oitocentista), alinhadas ao longo da moldura que marca a divisão dos andares, pela considerável altura de três andares mais o passadiço terminal, saliente nas cimalhas sustentadas por pirâmides invertidas. As grandes janelas encontram-se entre as primeiras a ser realizadas em Florença desta maneira, diferentes das de feitura medieval e servindo, provavelmente, de inspiração a outros edifícios, como o Palazzo Davanzati ou o Palazzo Castellani. As janelas do mezzanino, sob as projecções, foram fechadas nos restauros oitocentistas.

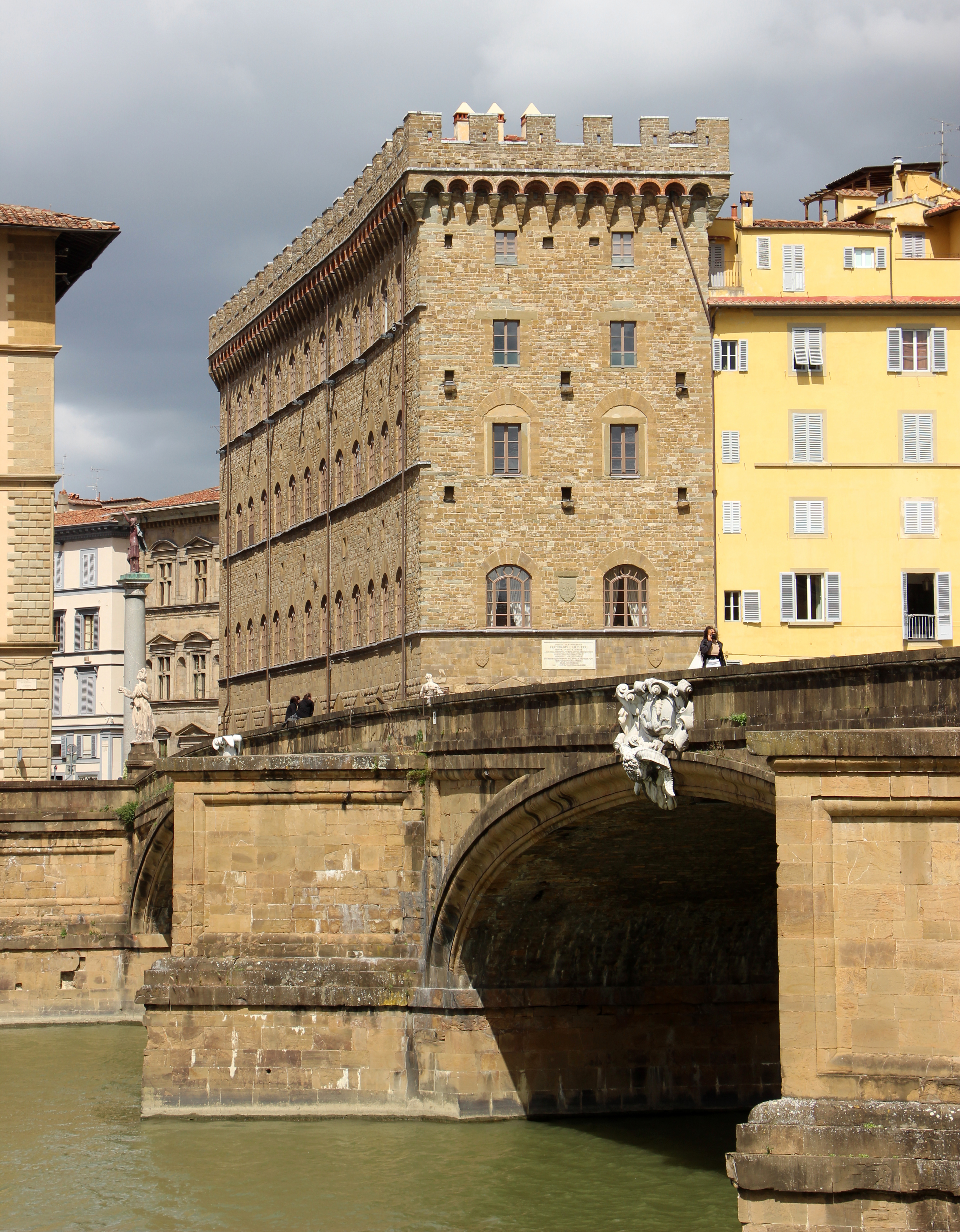
O Palazzo Spini Feroni visto através da Ponte Santa Trinita

No lado virado para o Arno existiu antigamente um torreão e o "arco dei Pizzicotti", que tinham propósitos defensivos para a ponte e que foram demolidos em 1824 para alargar o Lungarno (segundo projecto de Luigi Cambray-Digny, executado por Giuseppe Cacialli e Gaetano Baccani).
No átrio de entrada, onde em tempos existiram as oficinas na estrada, encontra-se o alto relevo de Giuseppe Piamonti, executado em 1705, que representa "Os Gigantes fulminados por Júpiter" (I Giganti fulminati da Giove).

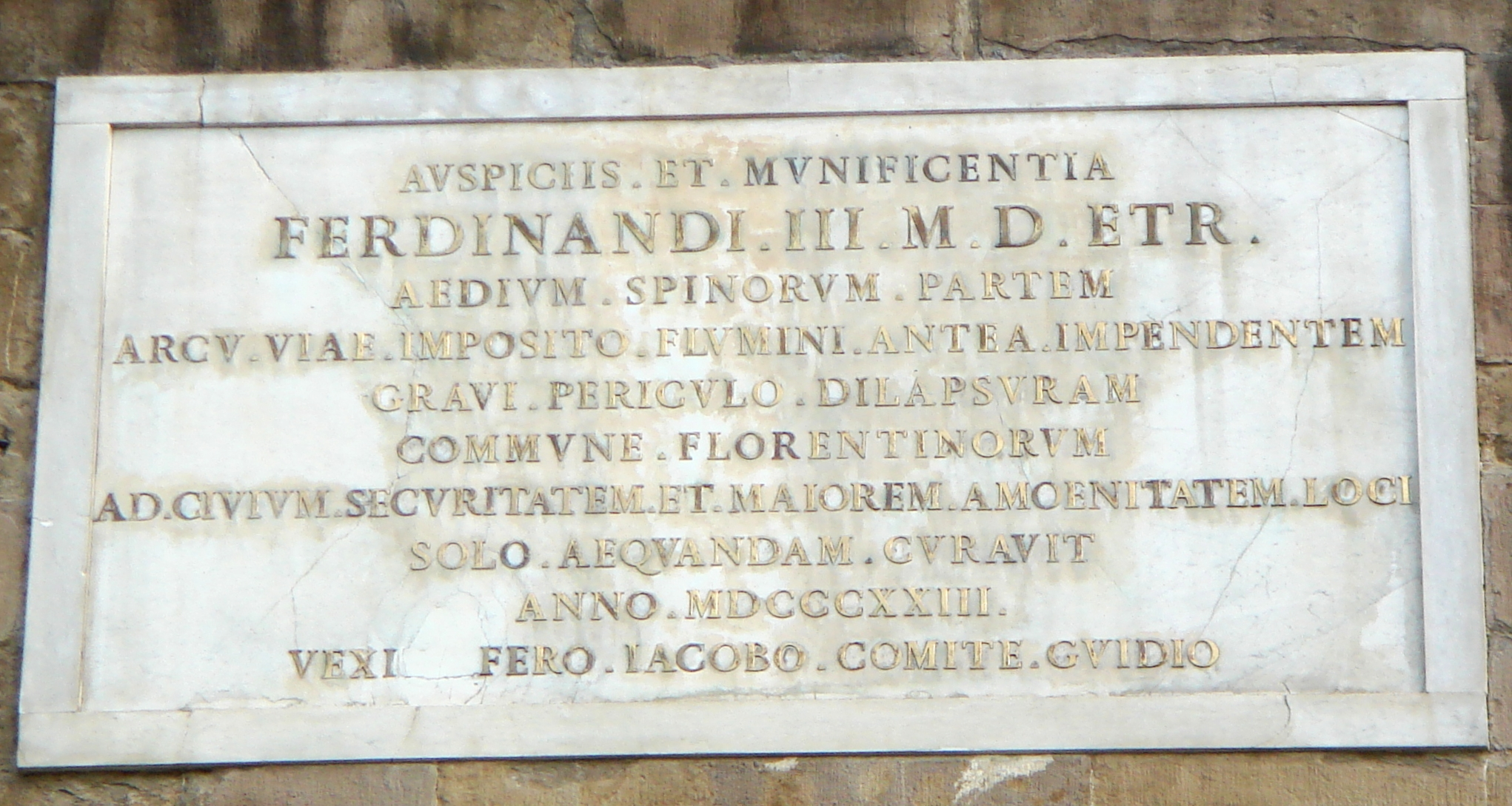
Lápide de 1823 sobre a fachada do Palazzo Spini Feroni

No interior existe, ainda, uma capela privada, com afrescos de Bernardino Poccetti executados entre 1609 e 1612, os quais representam o "Paraíso com o coro de anjos musicais" (Paradiso con un coro di angeli musicanti, na abóbada, e a "Adoração dos pastores" (Adorazione dei pastori), no altar. Os afrescos foram realizados para um outro ambiente que servia de capela; na reestruturação setecentista, empreendida pelos Da Bagnano, o oratório desapareceu e, para não destruir as pinturas, estas foram destacadas e transferidas para a nova capela. O arquitecto, artífice duma remoção tão arriscada, Lorenzo Merlini, emoldurou os afrescos recolocados com estuques e dourados.

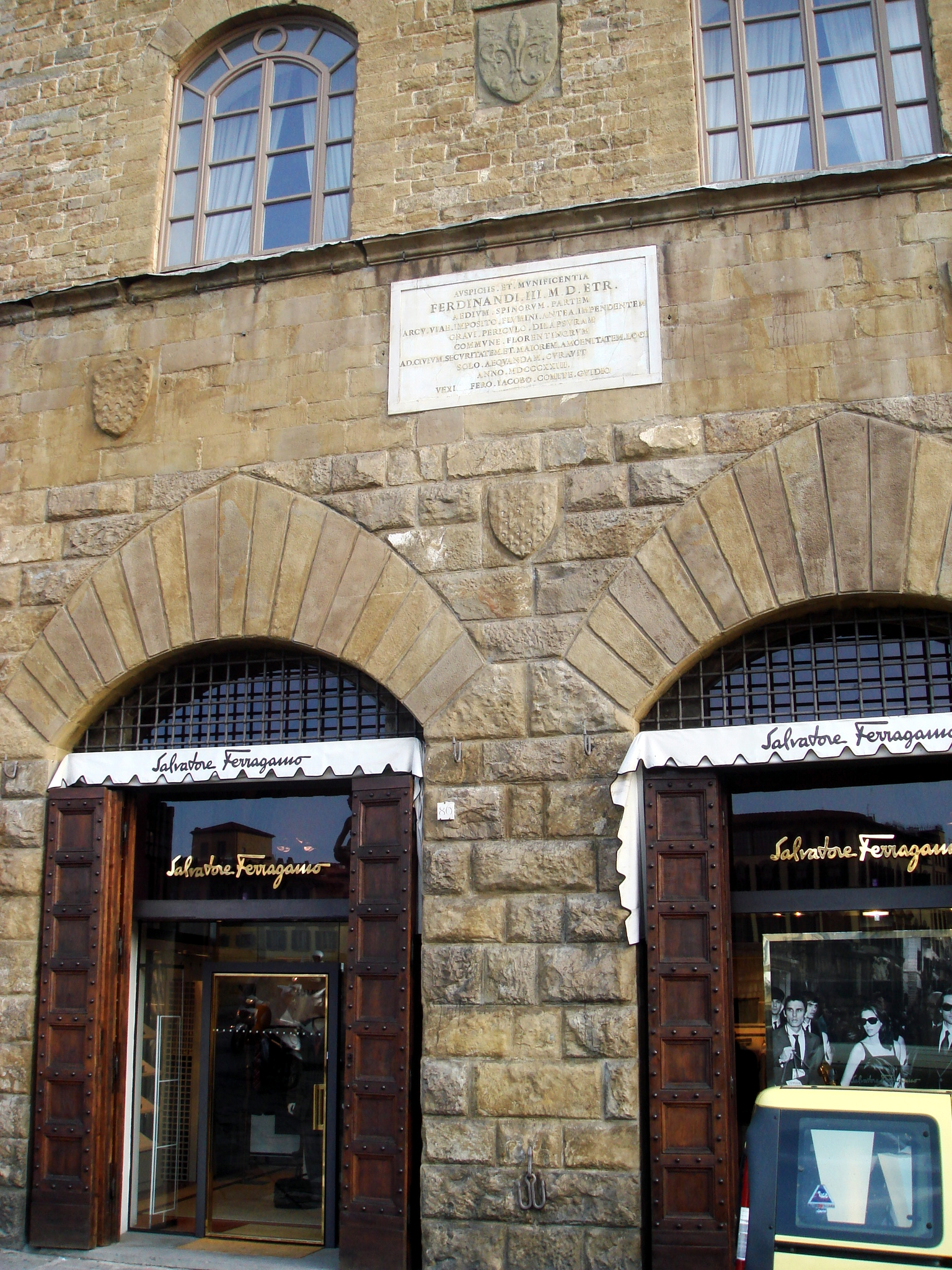
Entrada do Museu Ferragamo

## O Museu Ferragamo
No segundo andar do palácio esta aberto, desde 1995, o Museu Salvatore Ferragamo (Museo Salvatore Ferragamo), destinado a dar a conhecer o papel da actividade internacional de Ferragamo da década de 1920 a 1960, ano do seu falecimento.
Esta expostas rotativamente uma parte da colecção de 10.000 sapatos realizados pela maison, obras de alto artesanato que percorrem a moda e os estilos em voga no século XX, além de fotografias, jornais, esboços e modelos em madeira de alguns pés de celebridades.

## Curiosidades

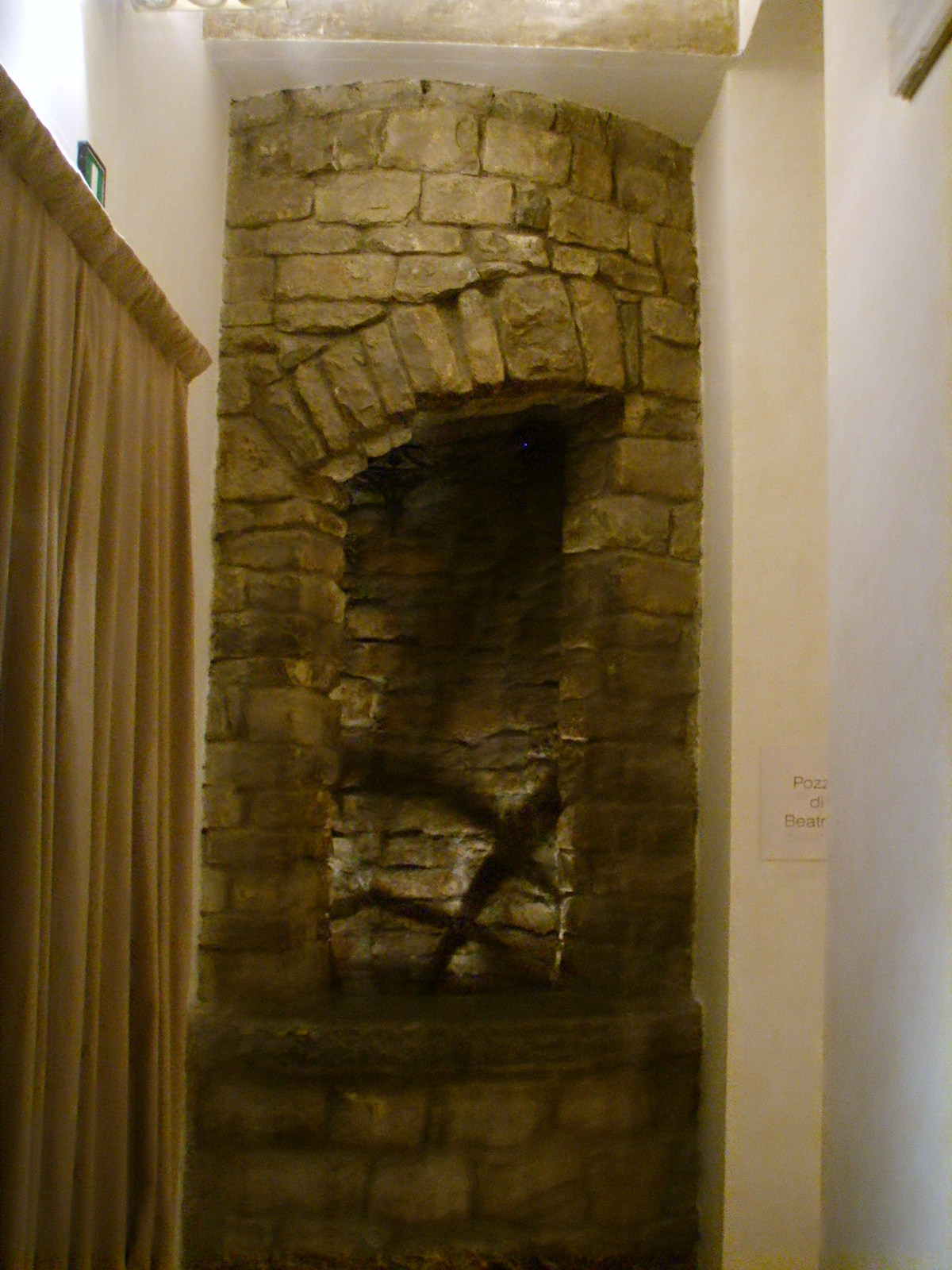
O Pozzo di Beatrice (Poço de Beatriz)

- O Palazzo Spini Feroni está presente na representação da Piazza Santa Trinita feita por Domenico Ghirlandaio nos afrescos da Cappella Sassetti, na vizinha Chiesa di Santa Trinita. Pode encontrar-se na cena do Miracolo del fanciullo resuscitato (Milagre do menino ressuscitado), ao centro da capela, logo acima do retábulo. Todo o ciclo de afrescos é dedicado a São Francisco de Assis; esta cena relaciona-se cim um milagre ocorrido na própria praça, quando um menino cai duma das janelas do Palazzo Spini Ferroni, sendo, porém, ressuscitado graças à intervenção do santo de Assis. Na cena vê-se o palácio à direita, do qual uma criança se precipita enquanto alguns transeuntes olham a cena; ao centro, o mesmo menino levanta-se do catafalco graças a um sinal de São Francisco providencialmente aparecido no céu.

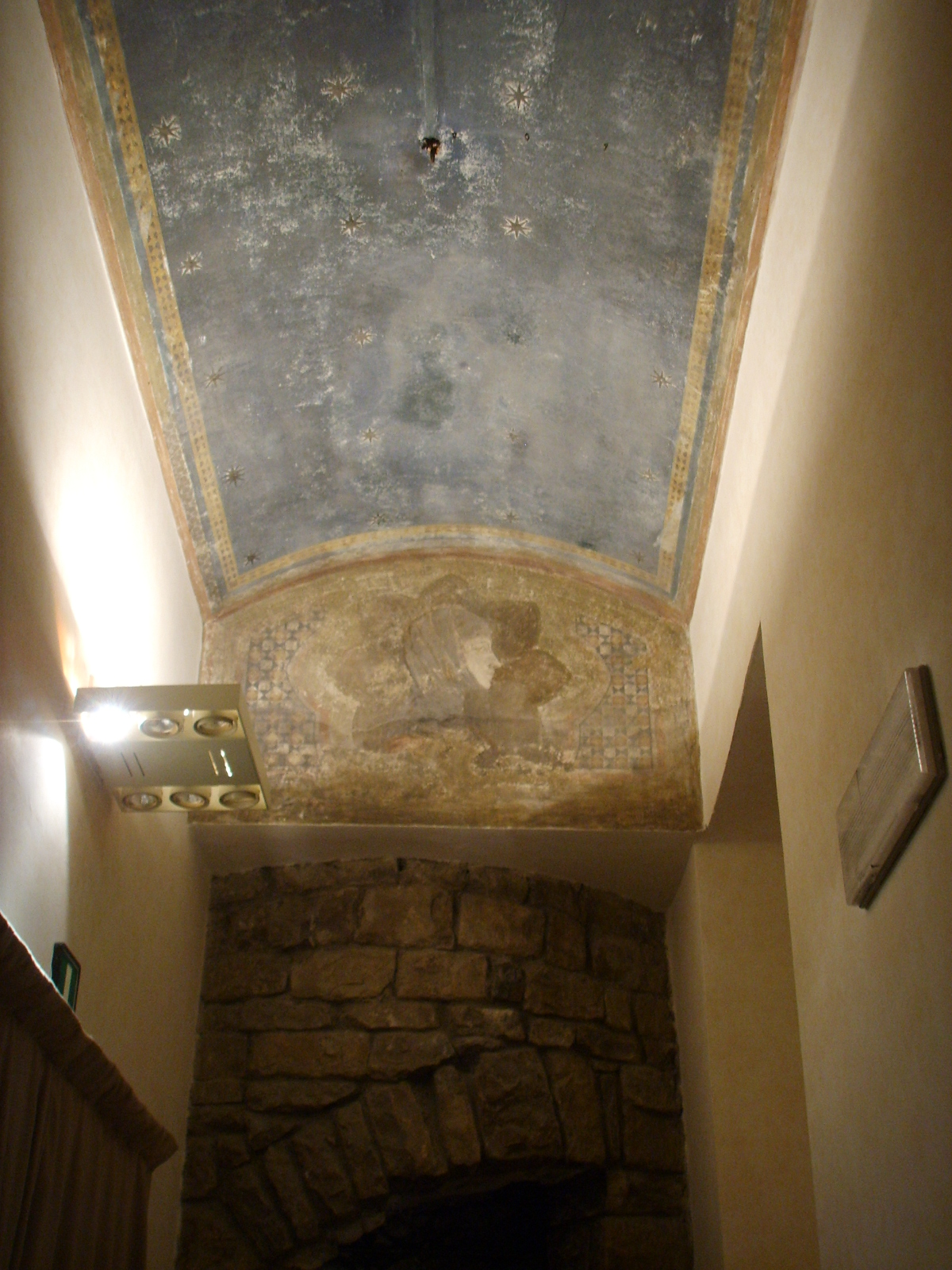
Luneta afrescada sobre o Pozzo di Beatrice

- Nos ambientes subterrâneos, onde actualmente está instalado o Museu Ferragamo, encontra-se o antigo poço da família, a qual podia, assim, ter acesso à água directamente da própria habitação. Este poço, encimado por uma luneta afrescada com um perfil feminino, é chamado de Pozzo di Beatrice (Poço de Beatriz), em homenagem a Beatrice Portinari, a qual encontrou Dante pela primeira vez nas vizinhanças da Ponte Santa Trinita, tal como o próprio poeta registrou na Vita Nuova.